# Abd-al-Alí (nom)
Abd-al-Alí és un nom masculí teòfor àrab islàmic —àrab: عبد العلي, ʿAbd al-ʿAlī— que literalment significa ‘Servidor de l'Altíssim’ o ‘Servidor del Sublim’, essent «l'Altíssim» o «el Sublim» un dels epítets de Déu. Si bé Abd-al-Alí és la transcripció normativa en català del nom en àrab clàssic, també se'l pot trobar transcrit Abdul Ali, ‘Abdul ‘Alie... normalment per influència de la pronunciació dialectal o seguint altres criteris de transliteració. Com a teòfor, també el duen molts musulmans no arabòfons que l'han adaptat a les característiques fòniques i gràfiques de la seva llengua.
Vegeu aquí personatges i llocs que duen aquest nom.